# 国营渔场 (镇赉县)
国营渔场是中华人民共和国吉林省白城市镇赉县下辖的一个类似乡级单位。

## 行政区划
下辖以下地区：
国营渔场虚拟生活区。